# Harry Potter (boekenreeks)
Harry Potter is een zevendelige fantasyserie geschreven door de Britse schrijfster J.K. Rowling. De boeken vormen een chronologisch verslag van de puberteit en de adolescentie van leerling-tovenaar Harry Potter en zijn beste vrienden Ron Wemel en Hermelien Griffel, met wie hij samen studeert aan Zweinsteins Hogeschool voor Hekserij en Hocus-Pocus. Het hoofdverhaal betreft Harry's gevecht tegen de duistere tovenaar Voldemort, die Harry's ouders vermoordde in een poging onsterfelijkheid te verwerven en de tovergemeenschap te onderwerpen.
Sinds de publicatie van het eerste boek, Harry Potter en de Steen der Wijzen, op 30 juni 1997 heeft de serie internationaal veel aandacht gekregen. Critici benoemden de steeds sterker wordende duistere toon van de boeken. Volgens een berekening uit juni 2008 waren er toen wereldwijd al meer dan 400 miljoen exemplaren verkocht in 67 verschillende talen. De laatste vier boeken waren bovendien de snelst verkopende boeken aller tijden.
De Engelstalige versies van de serie werden gepubliceerd door Bloomsbury in het Verenigd Koninkrijk en door Scholastic Press in de Verenigde Staten. Allen & Unwin, ook bekend als de uitgeverij van In de ban van de ring, verzorgde de Australische versie.

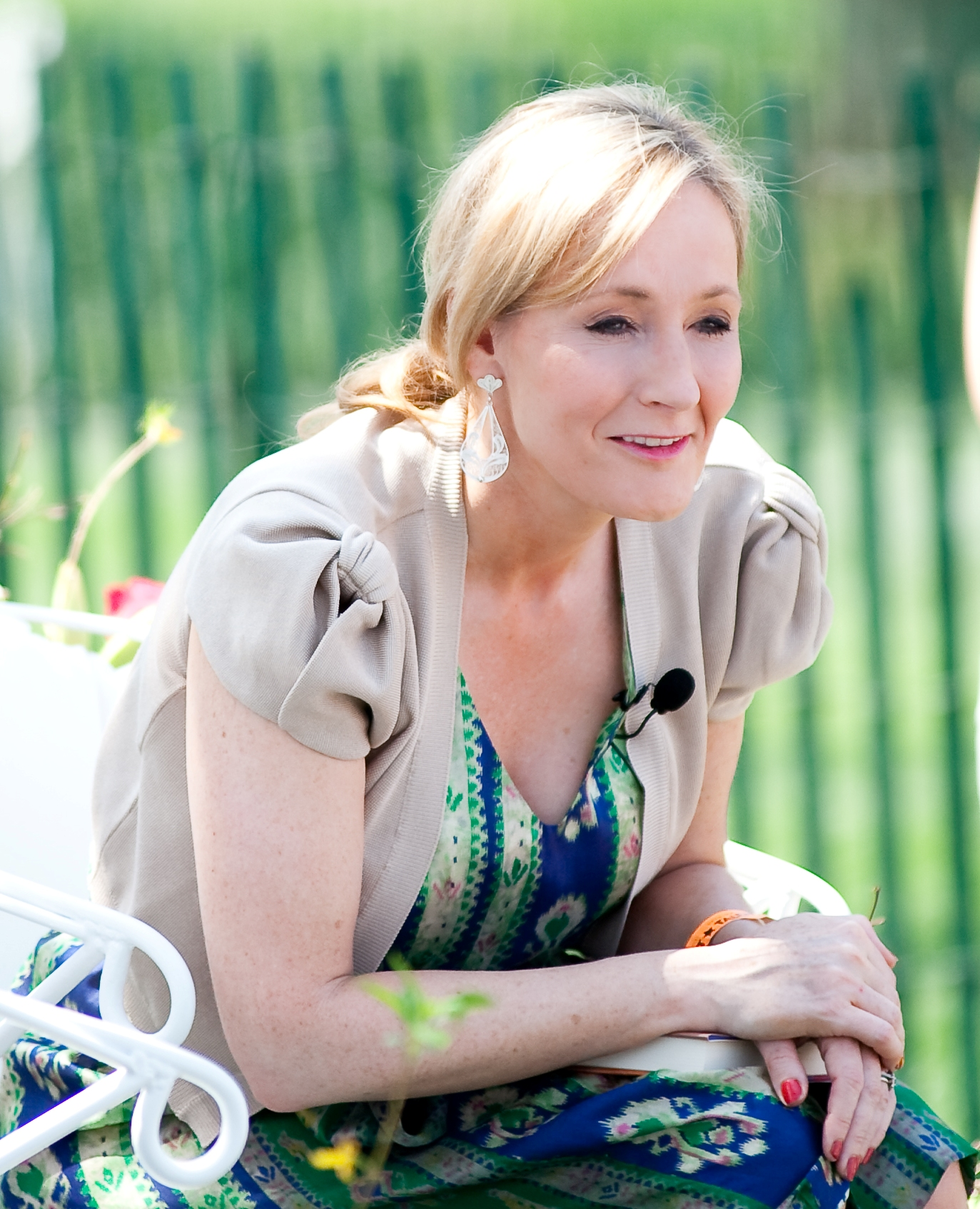
J.K. Rowling

## Algemeen
De boeken gaan over Harry Potter, aan wie op elfjarige leeftijd wordt geopenbaard dat hij magische gaven heeft en dat hij op de tovenaarsschool Zweinstein mag studeren. Rowling heeft hiervoor een complete en tamelijk consistente fantasywereld geconstrueerd waarin de verhalen zich afspelen. Er komen veel elementen in voor die ook in andere succesvolle kinderboeken terug te vinden zijn, maar wel op een heel eigen en originele wijze.
De gebruikelijke fantasythema's uit fantasyboeken (bijvoorbeeld de Aardzee-serie van Ursula Le Guin of In de ban van de ring van J.R.R. Tolkien) spelen een grote rol in de verhalen over Harry. Verder is er invloed merkbaar van sprookjes, Engelse kostschoolboeken (zoals Tom Brown's Schooldays) en bepaalde sciencefictionboeken. Rowling heeft in een interview verteld dat ze zich onder andere heeft laten inspireren door Grieselstate van Anthony Horowitz. De delen die zich bij de familie Duffeling afspelen doen denken aan de kinderhorror van Roald Dahl.
Hoewel de boeken in eerste instantie bedoeld zijn als kinderboeken, worden ze ook door veel volwassenen gelezen. De boeken worden vaak niet als kinderachtig beschouwd; ze snijden heel volwassen thema's aan zoals racisme, wraak, moord en het verlies van dierbaren. In het Verenigd Koninkrijk worden er ook zogeheten adult editions van de boeken uitgegeven met een identieke tekst maar een cover die serieuzer overkomt.

## Boeken
De serie boeken bestaat uit zeven delen. Deel zeven werd in het Engels uitgebracht op 21 juli 2007 en in de nacht van 16 op 17 november in het Nederlands.
| Titel                                    | Originele titel                           | Verschijning Engels | Verschijning Nederlands |
| ---------------------------------------- | ----------------------------------------- | ------------------- | ----------------------- |
| Harry Potter en de Steen der Wijzen      | Harry Potter and the Philosophers Stone   | 26 juni 1997        | augustus 1998           |
| Harry Potter en de Geheime Kamer         | Harry Potter and the Chamber of Secrets   | 2 juli 1998         | april 1999              |
| Harry Potter en de Gevangene van Azkaban | Harry Potter and the Prisoner of Azkaban  | 8 september 1999    | februari 2000           |
| Harry Potter en de Vuurbeker             | Harry Potter and the Goblet of Fire       | 8 juli 2000         | 8 december 2000         |
| Harry Potter en de Orde van de Feniks    | Harry Potter and the Order of the Phoenix | 21 juni 2003        | 23 november 2003        |
| Harry Potter en de Halfbloed Prins       | Harry Potter and the Half-Blood Prince    | 16 juli 2005        | 19 november 2005        |
| Harry Potter en de Relieken van de Dood  | Harry Potter and the Deathly Hallows      | 21 juli 2007        | 17 november 2007        |

In 2016 volgde een boekpublicatie van het script van het theaterstuk Harry Potter en het Vervloekte Kind.
| Titel                               | Originele titel                   | Verschijning Engels | Verschijning Nederlands |
| ----------------------------------- | --------------------------------- | ------------------- | ----------------------- |
| Harry Potter en het Vervloekte Kind | Harry Potter and the Cursed Child | 31 juli 2016        | 19 november 2016        |

## Adaptaties

### Films
Alle Harry Potter-boeken zijn inmiddels verfilmd. Het zevende boek werd in twee delen verfilmd.

### TV-serie
Op 12 april 2023 kondigde Warner Bros aan dat ze een tv-serie hebben besteld gebaseerd op de boekenreeks. De opnames van seizoen 1 gingen in juli 2025 van start, met een geplande release in 2027 op HBO Max.

## Personages
Een groot aantal personages komt in alle boeken voor, zoals Harry Potter, Ron Wemel, Hermelien Griffel en de meeste leraren van Zweinstein. Enkele schoolgenoten zoals Draco Malfidus en Marcel Lubbermans maken ook in elk boek hun opwachting. De familie Wemel speelt eveneens een belangrijke rol in alle boeken, hoewel een aantal leden van de familie pas in latere delen aan bod komen. Ook Harry's aartsvijand Voldemort is in elk boek een belangrijk personage, behalve in boek nummer 3 (Harry Potter en de gevangene van Azkaban).

## Vertaling
De boeken zijn in het Nederlands vertaald door Wiebe Buddingh', de zoon van de dichter C. Buddingh', en uitgegeven door de uitgeverij De Harmonie in Nederland en Standaard Uitgeverij in België.

## Kritieken
Commercieel zijn de boeken een enorm succes. Ze zijn in vele talen vertaald en alle zeven delen werden binnen enkele jaren na het verschijnen al met een groot budget verfilmd.
In de boeken neemt de emotionele diepgang van de hoofdpersonen en de 'plot' vanaf het eerste deel voortdurend toe. Harry en zijn medespelers maken evenals de schrijfster een duidelijke ontwikkeling door. Zo wordt vaak grondig beschreven hoe een hoofdpersoon (vooral Harry) zich voelt, wat hij denkt en hoe hij dat uitdrukt.
De films daarentegen mikken op de grootste gemene deler van het kijkerspubliek met als gevolg dat de nadruk meer ligt op veel spectaculaire speciale effecten en minder op diepgang. Vooral vanaf Harry Potter en de Vuurbeker worden de boeken dusdanig dik dat het onmogelijk is het volledige verhaal te verfilmen, en moeten de scriptschrijvers keuzes maken en plotlijnen herschrijven waardoor de films steeds verder gaan afwijken van de boeken. Details die de boeken een komische noot geven ontbreken verder vaak in de films.
Een andere vorm van kritiek is die op de verhalen op zich: de gelijkenissen tussen Grieselstate van Anthony Horowitz en de Harry Potter-boeken zijn talrijk. Rowling heeft toegegeven dat ze inderdaad een groot deel van haar inspiratie gehaald heeft uit voorgenoemde.

### Reacties van kerken
Omdat de boeken magie en het occulte zouden verheerlijken, zijn ze volgens sommige christenen verderfelijk. Volgens hun interpretatie van de Bijbel is magie, in welke vorm dan ook, verkeerd. In Nederland en België is er echter weinig openbaar protest tegen de boeken. In Amerika is het echter anders: daar worden ze soms zelfs verbrand, vooral als er nieuwe delen werden/worden uitgegeven.
De Rooms-Katholieke Kerk heeft, bij monde van E.H. Don Peter Fleetwood, secretaris van de Europese bisschoppenconferentie, in februari 2003 verklaard dat de boeken van J.K. Rowling op zich niet slecht zijn en niet dienen om een anti-christelijke ideologie te propageren. Ze helpen bovendien de lezers het verschil te zien tussen goed en kwaad.
De docent Engelse literatuur John Granger betoogt dat de Harry Potter-boeken de christelijke antwoorden op de grote wereldvragen weerspiegelen en ondersteunen: 'Op zoek naar God bij Harry Potter.'
In de week van 17 januari 2008 heeft het Vaticaan in de officiële krant van het Vaticaan, L’Osservatore Romano, kritiek geuit op de Harry Potter-boeken. Dit gebeurde bij monde van Rialti, hoogleraar literatuur aan de Universiteit van Florence. Zo waren de boeken 'doordrenkt' met newagefilosofie en geven ze een 'omgekeerd' beeld van spiritualiteit. 'Het is een wereld waar het kwaad goed wordt.' Ook gaf de hoogleraar kritiek op het feit dat enkele mensen de 'kennis' hadden, andere mensen niet. 'Alleen uitverkorenen, de intellectuelen, weten hoe ze duistere machten kunnen beheersen en omvormen tot goede machten.'
Een ander kritiekpunt waar conservatieve christenen over vallen, is de homoseksuele geaardheid van professor Perkamentus, waar in het laatste deel vaag op wordt gehint en hetgeen Rowling expliciet heeft bevestigd.
De schrijfster J.K. Rowling is overigens zelf lid van de Church of Scotland, een presbyteriaanse kerk.

## Raakvlakken met mythologie
Rowling heeft bevestigd dat enkele personages en namen van personages wortelen in de Griekse en Noorse mythologie. Ook diverse fabeldieren die Rowling opvoert komen in de oude Griekse verhalen voor.
Enkele voorbeelden:
- Pluisje, de driekoppige hond uit Harry Potter en de Steen der Wijzen, is gebaseerd op Cerberus.
- De centaur Firenze wordt beschimpt door soortgenoten omdat hij een mens op zijn rug draagt. Ook dit komt in de mythen voor.
- De moeder van Voldemort heet Merope. In de Griekse mythen is Merope een van de geliefden van Orion.
- Ook de naam Sirius stamt uit de mythologie, hij is de hond en trouwe metgezel van Orion.
- Amycus, een van de Dooddoeners en leraar op Zweinstein in het zevende boek, is in de Griekse mythologie een arrogant despoot en heerser op het eiland Bebrycus dat in de zee van Marmora ligt.
- De weerwolf Fenrir Vaalhaar is genoemd naar de wolf Fenrir, de zoon van Loki, uit de Noorse mythologie.
- De naam van Remus Lupos gaat ook terug naar de mythologie. Remus is de broer van Romulus, de stichter van Rome. Remus en Romulus zijn volgens de mythe opgevoed door een wolf, en Lupus is Latijn voor wolf.

## Parodie
- Er is verschillende keren een parodie op Harry Potter geweest. Zo is hij verschillende keren aan bod geweest in de populaire televisieserie The Simpsons, en is er een aflevering geweest van de strip DirkJan met Harry in de hoofdrol.
- De voormalige Nederlandse minister-president Balkenende werd vanwege zijn uiterlijk weleens Harry Potter genoemd, onder anderen door de toenmalige Belgische minister van Buitenlandse Zaken Karel De Gucht, die zich daarmee in juni 2005 de woede van de Nederlandse regering op de hals haalde en openlijk spijt[7][8] moest betuigen om een intergouvernementeel conflict te voorkomen.
- De Russische auteur Dmitri Jemets heeft een op Harry Potter geïnspireerde serie geschreven met als hoofdfiguur een zekere Tanja Grotter (Tanya Grotter in Engelse transcriptie), ook leerlinge aan een school voor tovenarij. Boeken als Tanja Grotter en de magische contrabas en Tanja Grotter en de verdwenen etage verkochten in Rusland bijna even goed als de Russische vertaling van Harry Potter. Toen een Nederlandse uitgeverij echter Nederlandse vertalingen van een paar delen op de markt wilde brengen, werd deze door de advocaten van mevrouw Rowling aangeklaagd wegens plagiaat. De uitgever zag er toen van af de boeken te publiceren. De auteur ontkende schuld omdat hij zijn Tanja Grotter-verhalen als parodie beschouwde (een parodie wordt normaal niet als auteursrechtenschending gezien). Nu wordt in Rusland dit voorval vaak beschouwd als een voorbeeld van moderne censuur. Ook in het kamp van de tegenstanders van copyright haalt men het al te graag naar boven. In Rusland zelf worden de Tanja Grotter-boeken wel uitgegeven en verkocht.
- Harry and the Potters is een Amerikaanse indie/punkrock-band, die in 2002 is ontstaan. De nummers van deze band gaan allemaal over het verhaal van J.K. Rowling, en hebben titels als Voldemort Can't Stop the Rock! en Dumbledore's Army. Ook Draco and the Malfoys, the Remus Lupins, the Parselmouths, the Whomping Willows, the Moaning Myrtles en Hermione Crookshanks Experience zijn Harry Potter-rockbands.
- In enkele Suske en Wiske-verhalen zijn verwijzingen naar Harry Potter, in In de ban van de Milt komt het personage 'Hij Wiens Naam Alles Doet Daveren' voor, dit lijkt op Voldemort ('Hij Die Niet Genoemd Mag Worden'). Het verhaal De gevangene van Prisonov heeft veel elementen uit Harry Potter en de Gevangene van Azkaban.
- Potter Puppet Pals is een serie van korte filmpjes over Harry en zijn vrienden op YouTube.
- Ook het bekende Amerikaanse televisieprogramma Saturday Night Live heeft enkele parodieën op Harry Potter gemaakt.

## Trivia
- De titel van het boek Harry Potter and the Philosopher's Stone is in de Verenigde Staten Harry Potter and the Sorcerer's Stone, omdat de uitgever vreesde dat de Amerikaanse jeugd afgeschrikt zou worden door een verwijzing naar filosofie in de titel. Sommige typisch Engelse uitdrukkingen of benamingen zijn ook veranderd in de Amerikaanse versie. Bij de film is dit idem dito.
- Het boek Harry Potter and the Order of the Phoenix is verschenen op 21 juni 2003 onder grote publieke belangstelling. Een aantal mensen ging voor de deur van boekhandels in de rij zitten om bij de start van de verkoop om middernacht een van de eersten te zijn om een exemplaar van het nieuwe boek te bemachtigen.
- Het boek Harry Potter and the Half-Blood Prince werd op zaterdag 16 juli 2005 om 1 minuut na middernacht (GMT) door de schrijfster gepresenteerd op het kasteel van Edinburgh in Schotland.
- Rowling heeft een prequel van 800 woorden geschreven over James Potter en Sirius Zwarts, die achternagezeten worden door twee dreuzelagenten. Ze krijgen echter al snel te maken met Dooddoeners. Rowling schreef het korte verhaal speciaal voor een veiling die geld inzamelde voor de strijd tegen dyslexie in Londen op 10 juni 2008. De veiling bracht 31.000 euro op.[9]
- Een van de eerste tweehonderd exemplaren van het eerste boek Harry Potter and the Philosopher's Stone uit 1997 bracht in maart 2009 op een veiling in Dallas 15.000 euro op.[10]